# Gen Urobuchi
Gen Urobuchi (jap. 虚淵 玄, Urobuchi Gen; * 20. Dezember 1972 in der Präfektur Tokio) ist ein japanischer Szenario- und Drehbuchautor.

## Leben
Gen Urobuchi ist der Sohn der Synchronsprecherin Natsuko Sebata (* 1946) und des Schauspielers Shū Wada (* 1938), der wiederum Sohn des Krimiautors und Übersetzer von E. T. A. Hoffmanns Schauerroman Der Sandmann ins Japanische Sunao Ōtsubo (eigentlich Rokurō Wada; 1904–1965) ist. Er studierte an der Wakō-Universität.
Beeinflusst durch die 1996 erschienenen, einflussreichen Erogē-Adventures (interaktive Romane mit pornografischen Szenen) Shizuku und Kizuato des Herstellers Leaf entschloss er sich selber als Autor in diesem Bereich tätig zu werden. Er gründete gemeinsam mit anderen im Jahr 2000 das auf derartige Spiele spezialisierte Unternehmen Nitroplus (Nitro+), als dessen leitender Szenarioschreiber er arbeitet.
Sein Debütwerk war das Spiel Phantom – Phantom of Inferno von 2000, für das er sowohl das Konzept entworfen als auch das komplette Szenario geschrieben und selbst Regie geführt hatte. Das Spiel wurde ein Erfolg, und es folgten zwei jugendfreie Adaptionen, bei denen er ebenfalls beteiligt war: 2004 eine dreiteilige OVA Phantom – Phantom the Animation und 2009 – ungewöhnlich für derartige Spiele – eine 26-teilige Fernsehserie Phantom – Requiem for the Phantom.
Geprägt wurde Gen Urobuchi auch durch H. P. Lovecraft, wie auch dem Rollenspiel Call of Cthulhu, was sich vor allem in seinem Spiel Saya no Uta niederschlug. Dieses Spiel handelt von einem Jungen, der nach einer Gehirnoperation die Welt nur noch als Fleisch, Blut und Gedärme und Menschen als groteske Maden wahrnimmt, mit Ausnahme des titelgebenden „Mädchens“ Saya. Die von ihm geschriebenen Werke sind meist düsterer Natur, was nach eigener Aussage das Ergebnis ist, dass er „Gut“ und „Böse“ stets als gleichrangig und auf selber Augenhöhe betrachtet und daher die Handlung so ausgelegt sein sollte, dass tatsächlich jede von beiden Seiten gewinnen könnte.
Gemeinsam mit Type-Moon entwickelte er Fate/Zero, ein Prequel zu Fate/stay night, für das er die eigenveröffentlichten Light Novels (illustrierte Romane) schrieb. Der erste Band dieser Light Novel erschien auf der Comiket 71 am 29. Dezember 2006. Die insgesamt vier Bände zogen 2011 sowohl eine Fernsehadaption nach sich als auch eine Neuauflage in sechs Bänden beim Verlag Seikaisha.
Ein großer Erfolg Urobuchis war 2011 der Anime Mahō Shōjo Madoka Magika, den er zusammen mit Akiyuki Shimbō, Ume Aoki und Shaft entwickelte. Urobuchi schrieb dabei das komplette Drehbuch für alle Episoden und erhielt hierfür bei der Tōkyō Kokusai Anime Fair 2012 den Preis für das Beste Drehbuch. Die Serie wurde der Anime mit den meisten verkauften Blu-Rays in der Veröffentlichungswoche und erhielt bei der Veranstaltung Animation Kōbe den Preis für die beste Fernsehserie. Zudem erhielt sie 2012 und 2013 drei Kinofilmadaptionen, bei denen er ebenfalls das Drehbuch schrieb.
Nachdem Regisseur Motohiro Madoka Magika gesehen hatte engagierte er Urobuchi die Handlung und Drehbücher zu Psycho-Pass von 2012 zu schreiben. Im selben Jahr entwickelte er zudem die Handlung zur Serie Suisei no Gargantia, welche 2013 ausgestrahlt wurde. Von 2013 bis 2014 war einer der Drehbuchautoren der Tokusatsu-Serie Kamen Rider Gaim und schrieb das Drehbuch zum Kinofilm Rakuen Tsuihō – Expelled from Paradise. Daneben entwarf er die Grundhandlung der Anime-Serie Aldnoah.Zero. 2017 schrieb er das Drehbuch der geplanten Anime-Filmtrilogie zur Godzilla-Reihe, deren erster Titel Gojira: Kaijū Wakusei im November 2017 erscheinen soll.

## Werk

### Szenarioautor von Computerspielen
- Phantom – Phantom of Inferno (2000)
- Kyūketsu Senki Vjedogonia (吸血殲鬼ヴェドゴニア; auch Vampirdzhija Vjedogonia; 2001)
- Kikokugai – The Cyber Slayer (鬼哭街 -The Cyber Slayer-; 2002)
- Saya no Uta (沙耶の唄; 2003)
- Zoku Satsuriku no Django – Jigoku no Shōkinkubi (続・殺戮のジャンゴ -地獄の賞金首-; 2007)
- Gunslinger Stratos (ガンスリンガー ストラトス, Gansuringā Sutaratosu; 2012/2014), Handlungsentwurf

### Drehbuchautor von Anime
- Phantom – Phantom the Animation (2004), Originalszenario
- Blassreiter (ブラスレイター, Burasureitā; 2008); Serienaufbau gemeinsam mit Ichirō Itano, Drehbuch für Episoden 10–12, 15–17 und 22–23
- Phantom – Requiem for the Phantom (2009), Drehbuch für Episoden 6, 18 und 25
- Mahō Shōjo Madoka Magika (2011), Serienaufbau und Drehbuch für alle Episoden
- Psycho-Pass (2012), Handlungsentwurf und Drehbuch gemeinsam mit Makoto Fukami für alle Episoden
- Suisei no Gargantia (2013), Entwurf gemeinsam mit Kazuya Murata, Serienaufbau und Drehbuch für Episoden 1 und 13
- Aldnoah.Zero (2014), Handlungsentwurf und Drehbuch für Episoden 1–3
- Rakuen Tsuihō – Expelled from Paradise (2014), Drehbuch
- Gunslinger Stratos (2015), Konzept
- Godzilla: Zerstörer der Welt (2018), Drehbuch

### Romane (Light Novels)
- Kikokugai (鬼哭街; 2 Bände, 2004–2005)
- Hakubō no Dendōshi (白貌の伝道師; 1 Band, 2004)
- Black Lagoon (ブラック・ラグーン, Burakku Ragūn; 2 Bände, 2008/2011)
- Eisen Flügel (アイゼンフリューゲル, Aizen Furyūgeru; 2 Bände, 2009)
- Fate/Zero (4 Bände, 2006–2007, Neuauflage in 6 Bänden 2011)
- Kin no Hitomi to Tetsu no Ken (金の瞳と鉄の剣; 1 Band, 2011)